# Olophrum
Olophrum — род жуков из семейства стафилинид и подсемейства Omaliinae.

## Описание
Верхняя часть тела голая, лишь по края переднеспинки и надкрылья, а также на брюшке с единичными волосками. Тело более выпуклое.

## Систематика

### Виды
Некоторые виды:
- Olophrum arvernicum Coiffait, 1978
- Olophrum assimile (Paykull, 1800)
- Olophrum austriacum Scheerpeltz, 1929
- Olophrum boreale (Paykull, 1792)
- Olophrum bulgaricum Scheerpeltz, 1929
- Olophrum consimile (Gyllenhal, 1810)
- Olophrum fimosum Gistel, 1857
- Olophrum florae Scheerpeltz, 1935
- Olophrum fuscum (Gravenhorst, 1806)
- Olophrum leleupi Fagel, 1948
- Olophrum leonhardi Scheerpeltz, 1929
- Olophrum piceum (Gyllenhal, 1810)
- Olophrum puncticolle Eppelsheim, 1880
- Olophrum rotundicolle (C.R.Sahlberg, 1827)
- Olophrum transversicolle Luze, 1905
- Olophrum viennense Scheerpeltz, 1929